# Peter Hoppe (Maler)

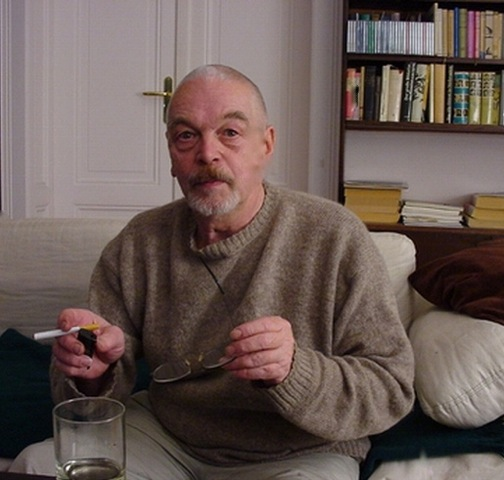
Peter Hoppe

Peter Hoppe (* 27. November 1938 in Chemnitz-Hilbersdorf; † 3. März 2010 in Berlin) war ein deutscher Maler und Grafiker.

## Leben
Nach einer Lehre als Baumaler besuchte Peter Hoppe von 1957 bis 1959 die Fachschule für angewandte Kunst Berlin/Potsdam und anschließend von 1960 bis 1965 die Hochschule für bildende und angewandte Kunst Berlin-Weißensee. Dort waren seine Lehrer unter anderem Ernst Rudolf Vogenauer, Walter Womacka und Arno Mohr. Es folgte eine einjährige Aspirantur, danach freiberufliche Arbeit als Maler in Berlin. Ab 1970 war er Mitglied im Verband Bildender Künstler der DDR. Sein künstlerisches Schaffen umfasst Wand- und Tafelbild, Zeichnung, Grafik und in loser Folge Bühnenbild und Kostüm für Schauspiel und Ballettinszenierungen. Peter Hoppe lebte und arbeitete in Berlin und im Sommeratelier im Hohen Barnim. 
Er hatte im In- und Ausland eine große Zahl von Einzelausstellungen und Ausstellungsbeteiligungen. In der DDR war er u. a. von 1972 bis 1988 auf der VII.  bis X. Kunstausstellung der DDR in Dresden vertreten. Studienreisen führten ihn nach Bulgarien, Frankreich, Italien, Kuba und Vietnam.
Zeitlich und künstlerisch gehörte Peter Hoppe zur dritten Künstlergeneration der DDR, die insbesondere unter den Bedingungen von „Weite und Vielfalt“ und dem Aufbruch künstlerischer Tabus in den 1970er Jahren neue Ausdrucks- und Gestaltungsmöglichkeiten suchte und fand.
Zu Beginn der 1970er Jahre setzte sich Hoppe von der damals vordergründig gängigen Berliner Malerei (Berliner Schule etc.) ab. Stillleben, speziell die Gelben Bilder, legten die Basis für seine weitere Präsenz. Helle Fonds und teils expressiver Malgestus wurden bezeichnend in Porträt, figurativen Kompositionen und nonfiguralen Arbeiten. In einzelnen Werkphasen wechseln die Malschriften und das bevorzugte Kolorit von vollfarbiger Palette bis zur Grisaillemalerei. Dabei sah sich Hoppe nicht apodiktisch einem fixierten Personalstil verpflichtet, blieb dabei aber immer erkennbar. Zeitbezogene Themen wurden meist metaphorisch behandelt. Klassisch Mythologisches ist oft Gegenstand von Werkgruppen. Leinwände, Gouachen und Zeichnungen entstanden zunehmend in umfangreichen Serien. Bildhaftes und Informelles existieren nebeneinander. Abbildhafte Realistik, wie auch das erzählende Element, verlieren sich hin zu zeichenhaft konzentrierter Darstellung. Hoppes Ambivalenz verhindert ein Festhalten an inhaltlich und formal abgeschlossenen Positionen bei den zeitlichen nach- und ineinander wachsenden Werkgruppen. Die formale Prägung wird spartanischer und direkter in unbestimmte Bildräume auf monochromen Fonds platziert.
In den Jahren 2008/09 arbeitete Hoppe an seiner Tafelbildgruppe KATHARSIS und den LAPIDAR-Zeichnungen auf Papier, an ungegenständlichen Leinwänden als 2er- und 3er-Kombinationen mit minimalen geometrischen Elementen gegen freischwingende gestisch voluminöse lineare Kohlezeichnungen: den geometries und canvas drawings.

## Zitat
„Sein Werk ist ein Beispiel für den Verjüngungsprozess der Berliner Malerei, für ihren ununterbrochenen Fluss. Seine Kunst erinnert entfernt an den expressiven Aktivismus, wie ihn einst Paris und Zickelbein besaßen. Hoppes Malerei, dünn auf die Leinwand gesetzt, hat einen dynamischen Gestus und den Hang zur großen Komposition.“ (Lothar Lang: Künstler in Berlin, Verlag Welt der Kunst, 1979)

## Werke (Auswahl)
Baugebundene Kunst

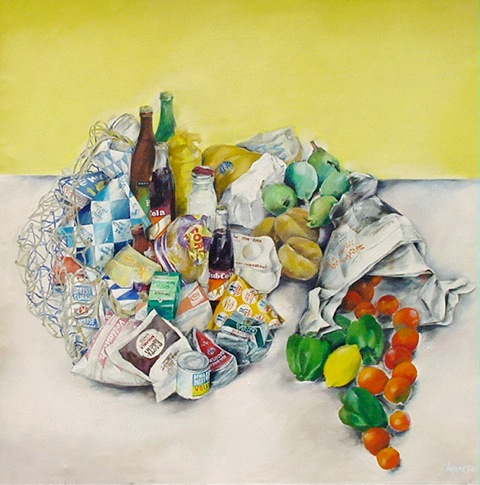
„Einkaufsstilleben“ (1970)

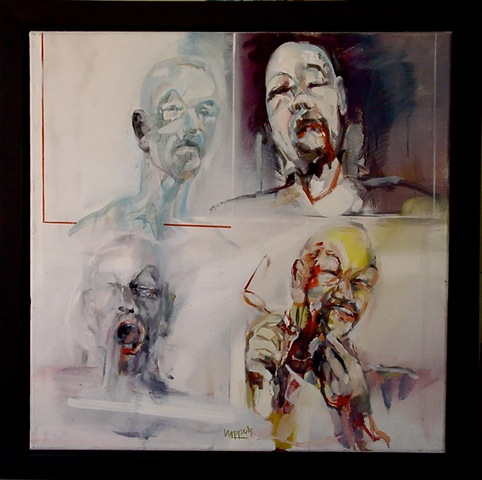
„Autoritratto Quatro“ (1986)

- 1972/73 Chemiefaserwerk Premnitz: Wandmalereien Premnitzer Bilder
- 1974 Sportforum Hohenschönhausen: Emaille-Wandbild (zusammen mit Herbert Sandberg)
- 1980 Apotheke am Springpfuhl: Mosaik Mensch im Kreislauf der Natur
- 1981 Grundschule an der Wuhle, Berlin-Hellersdorf: Wandmosaik Babrios - Saure Trauben
- 1987 Schulcampus Marzahn: Weltall - Erde - Mensch (Industrieemaille partiell auf 2 Turnhallengibeln)
- 1990/91 Kulturforum Berlin-Marzahn: Marzahner Plafond - Deckengemälde im Hauptsaal Der Morgen - Der Tag - Der Abend - Der Traum
- 1993 Dorfkirche Wölsickendorf: Altarwandbild Auferstehung

Gemälde und Zeichnungen
- 1970 Einkaufsstilleben / Memento (Öl/Tempera)
- 1975 Porträt Sandberg (Öl/Tempera), 3 Fassungen
- 1979 Landwirt vom Hohen Barnim (Öl/Tempera auf Leinwand; 146 × 146 cm; im Bestand der Berlinischen Galerie)
- 1983 Konfrontation (Öl/Tempera)
- 1984/92 Suite zum PARIS URTEIL, ca. 140 Zeichnungen, Lithografien, Radierungen
- 1992 SNW – Schöne Neue Welt - eine Folge (53 Blatt) Zeichnungen
- 1992 Maler und Modell eine Folge (23 Blatt) Radierungen u. Aquatinten
- 1996 Grisaillen (Öl/Tempera) / Grisaillen - Gouachen
- 1996/97 Dionysos/Bacchus ca. 90 Blatt Pinselzeichnungen (Tusche/Tempera)
- 1998 Gruppe Hummer-Figur (Öl/Tempera) Leinwände und Zeichnungen
- 2001 nature morte femminili (43 Gouachen)
- 2001/09 Suite Apoll und Daphne (32 Gouachen und Zeichnungen)
- 2003 FIGURA - woman pictures (Öl/Tempera) Leinwände und Zeichnungen
- 2005 Gruppe Verlorene + Stürzen (Öl/Tempera/Kohle)
- 2008/09 Gruppe KATHARSIS (Leinwände) Geometries + canvas drawings (Tempera/Kohle),/ LAPIDAR-Zeichnungen

Seine Werke befinden sich unter anderem im Besitz der Berlinischen Galerie, dem Kunstarchiv Beeskow, der Kunstsammlung Berliner Volksbank, der Humboldt-Universität zu Berlin, der Galerie Junge Kunst Frankfurt (Oder), dem Sprengel Museum Hannover, dem Winckelmann-Museum Stendal, der Sammlung Moritzburg (Halle), der Sammlung der Universität Leipzig, der Sammlung Seitz Reutlingen, der Städtischen Kunstsammlung Neubrandenburg und zahlreicher privater Sammler.

## Auszeichnungen
- 1979 Hauptpreis der III. Triennale der realistischen Malerei in Sofia
- 1979 Kunstpreis der FDJ
- 1984 Kunstpreis des FDGB